# 제주국제교육정보원
제주국제교육원(濟州國際敎育情報院)은 외국어 교육, 다문화 교육 및 연수 운영을 위하여 제주특별자치도교육청 산하에 설치된 소속기관이다.